# Hundemand
Hundemand er en amerikansk animationsfilm fra 2025 bygget over Dav Pilkeys grafiske romanserie Dog Man. Filmen er en spin-off af Filmen om Kaptajn Underhyler fra 2017 og er skrevet og instrueret af Peter Hastings. Filmen er produceret af DreamWorks Animation og distribueres af Universal Pictures.

## Handling
En klog politihund og hans dumme, men atletiske betjentmenneske bliver sprunget i luften, da de forsøger at arrestere katte-superskurken Pjevs. De kan kun reddes ved at sy hundehovedet fast på betjentens krop, så de bliver til én superbetjent: figuren Hundemand. Hundemand fortsætter sit arbejde med at bekæmpe forbrydere, ikke mindst Pjevs.

## Modtagelse
Filmmagasinet Ekko gav filmen fem stjerner ud af seks mulige og kaldte den en vidunderligt gakket animationskomedie, der gav kvalitetsundeholdning uden belærende moraler. I Politiken mente Kim Skotte, at filmen handlede om venskab og fjendskab, familiebånd og valgslægtskaber på en måde, som rørte såvel hjerte- som lattermuskulatur, og tildelte fire hjerter.